# Gongsun Zan
Gongsun Zan (? – printemps 199) était un seigneur de guerre chinois lors de la fin de la dynastie Han en Chine antique. Recevant les enseignements de Lu Zhi, il se lia d’amitié avec Liu Bei, avec qui il entretint une bonne entente. Connu surtout par ses fonctions de grand administrateur de Beiping, au Nord de la Chine, il combattit plusieurs tribus barbares et entra en guerre avec le puissant Yuan Shao.

## Biographie
En l’an 187, alors préfet de Zhuo il reçut le commandement de 3 000 cavaleries de choc Wuhuan afin de rétablir l’ordre dans la province de Liang, mais sa campagne s’avéra un échec à cause d’importantes mutineries à l’intérieur de ses rangs.
L’année d’après, alors commandant en chef de la Cavalerie, il fut mandaté par l’empereur Ling pour réprimer une rébellion dans la province de You. Il dérouta les rebelles en plusieurs points et les expulsa même à l’extérieur des frontières de l’empire. Dans sa chasse téméraire, il fut assiégé à la forteresse de Guanzi pendant plus de 200 jours, mais résista vigoureusement. Étant surnommé « Le Maréchal au Cheval Blanc », dû au fait que sa cavalerie était dotée uniquement de chevaux blancs considérés sacrés par les tribus barbares, il se démarqua également dans ses campagnes contre les peuples Wuhuan et Xianbei. Il dut néanmoins, à son grand désarroi, abandonner sa lutte contre ces tribus nomades en l’an 189, après que ceux-ci eurent conclu la paix avec les Han. Il fut alors posté à Beiping, à la tête de 10 000 hommes et y fut grand administrateur.
Par après, se joignant à la ligue contre Dong Zhuo, il mobilisa ses forces vers la capitale, prenant Liu Bei sous son aile. Il participa ainsi à la bataille de la passe du Piège à Tigre où il se battu vaillamment et retourna dans ses terres lorsque la coalition se désintégra.
En l’an 191, Gongsun Zan alla combattre les derniers restes de la rébellion des Turbans jaunes dans la province de Qing, au sud de Dongguang. Les rebelles, bien que plus nombreux, furent anéantis et plus de 70 000 d’entre eux furent capturés. Durant la même année, il attaqua Han Fu, à la suite d'une entente avec Yuan Shao, mais fut floué par ce dernier, qui s’empara à lui seul de la province de Ji.
Gongsun Zan répliqua donc en déclarant la guerre à Yuan Shao et mobilisa son armée sur les rives de la rivière Pan. Aussi, il s’allia avec Yuan Shu, reçut l’aide de Liu Bei et livra combat à Yuan Shao dans les provinces de Ji et de Qing, puis conclut une trêve en l’an 193. Alors devenu très influent et ayant autorité sur l’entière province de You, il établit son quartier général dans la ville de Yi où il érigea une imposante forteresse. Or, en l’an 199, il y fut assiégé par Yuan Shao et ayant perdu tout espoir, il tua sa femme et ses enfants, puis se suicida.